# Priscopedatidae
Famille
Priscopedatidae est une famille éteinte de concombres de mer.

## Genres
- †Priscopedatus
- †Soodanella
- †Staurocumites